# Tubutulik River
Der Tubutulik River ist ein 125 Kilometer langer Zufluss des Nortonsunds im Westen des US-Bundesstaats Alaska. 

## Verlauf
Der Tubutulik River hat seinen Ursprung im Osten der Bendeleben Mountains im zentralen Osten der Seward-Halbinsel. Er fließt in überwiegend südsüdöstlicher Richtung entlang der Ostflanke der Darby Mountains. Am Oberlauf durchfließt der Tubutulik River das Death Valley, eine etwa acht Kilometer breite und 15 Kilometer lange Beckenlandschaft, die auf einer Höhe von 150 m liegt. Im Death Valley weist der Tubutulik River ein stark mäandrierendes Verhalten auf. Die Flüsse Granite Creek, Haven Creek und Caribou Creek münden in ihn. Später durchschneidet der Tubutulik River einen Bergkamm in östlicher Richtung und wendet sich anschließend nach Süden. Er erreicht die relativ schmale Küstenebene, wo er erneut zahlreiche enge Flussschlingen und Altarme ausbildet. Schließlich mündet der Tubutulik River 22 Kilometer nordöstlich von Elim in das Kwiniuk Inlet, eine Lagune, die sich nach Osten zum Nortonsund hin öffnet.

## Name
Der Eskimo-Name des Flusses wurde von Kapitän Michail Dmitrijewitsch Tebenkow von der Kaiserlich Russischen Marine im Jahr 1849 als Tubuktulik vermerkt.